# Bandusia

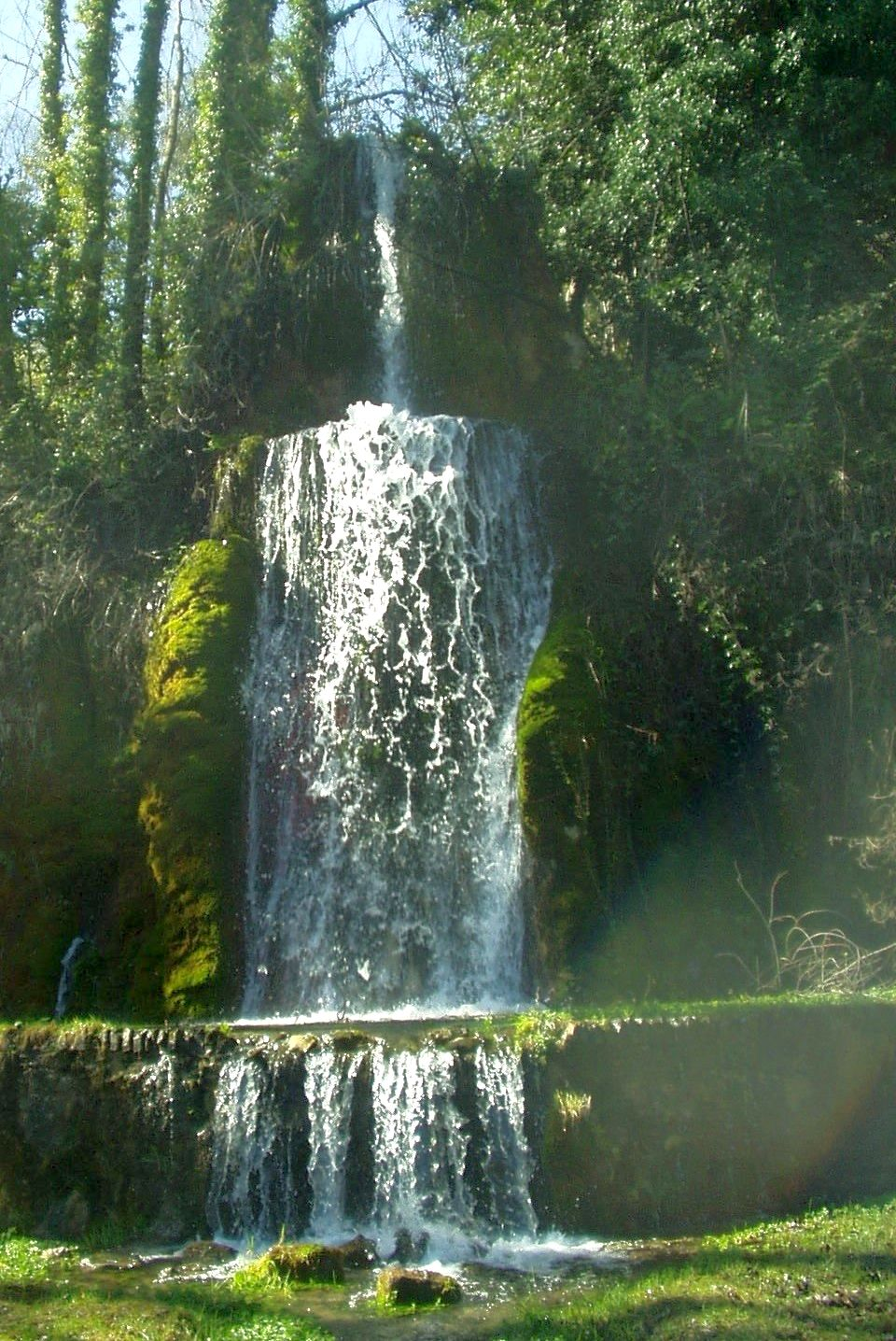
La fons Bandusiae a Licenza, Italia.

Bandusia (Fons Bandusiae in Latino) è una fonte citata da Quinto Orazio Flacco nelle Odi (3,13).
La sua localizzazione è incerta; secondo un'ipotesi si trovava a Banzi, oggi in provincia di Potenza, per la precisione dopo il fiume Banzullo che attraversa quasi tutto il bosco di Banzi  e sfocia nel fiume Bradano. Secondo un'altra si trovava in territorio Sabino, a Licenza.
Nel 1906 l'asteroide 597 Bandusia del Sistema Solare ne ha preso il nome.